# Alma mater

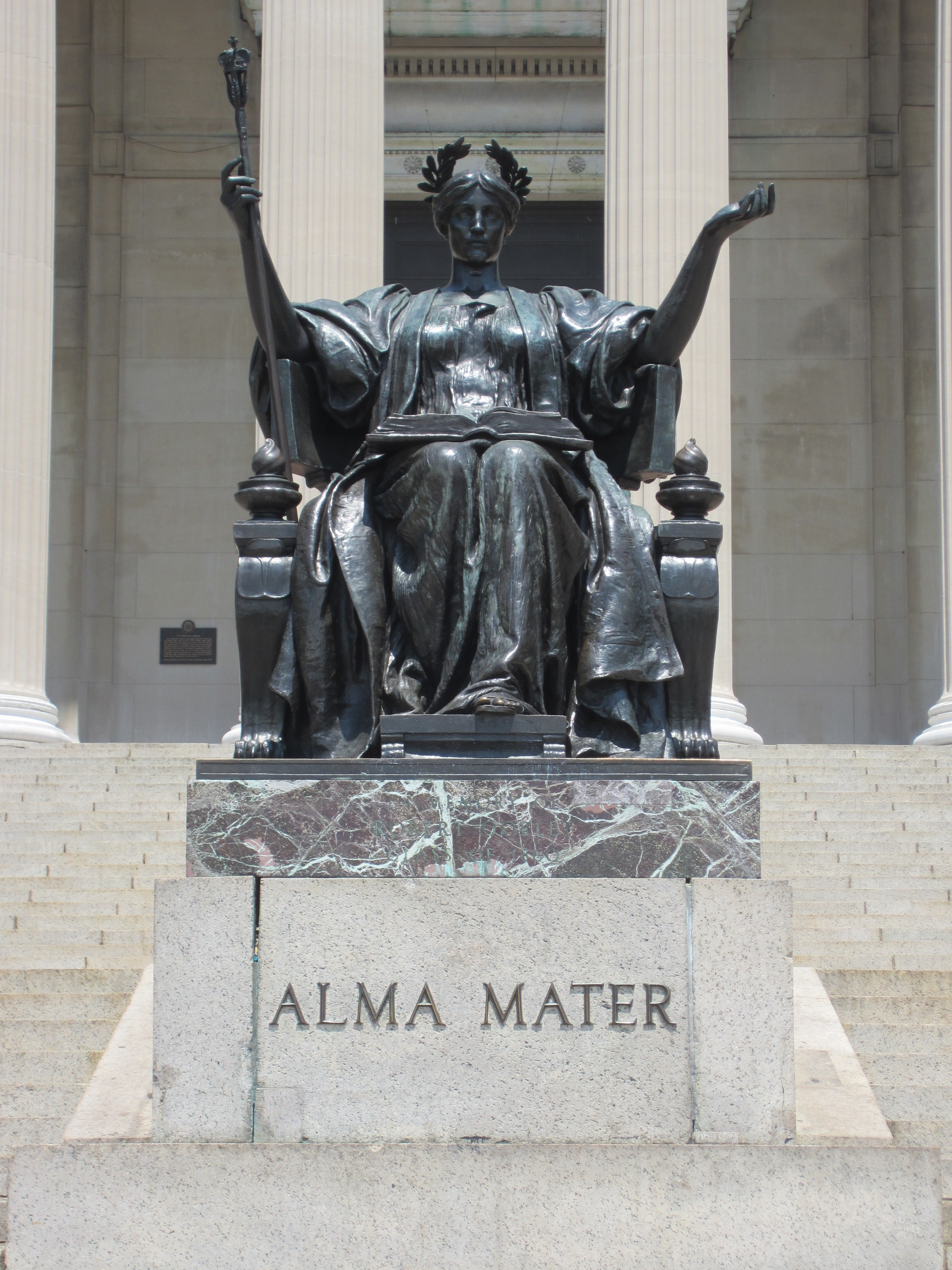
La estatua Alma Mater en el campus de la Universidad de Columbia en Nueva York

Alma mater es una locución latina que significa literalmente 'madre nutricia' (que alimenta) y que se usa para referirse metafóricamente a una universidad, aludiendo a su función proveedora de alimento intelectual, generalmente para referirse al sitio en donde determinada persona cursa o cursó sus estudios universitarios.
La locución era usada en la Antigua Roma para describir a la diosa madre y, más tarde, a la Virgen María, pero el origen de su uso actual es el lema Alma Mater Studiorum («madre nutricia de los estudios») de la universidad más antigua del mundo occidental en funcionamiento ininterrumpido: la Universidad de Bolonia, fundada en 1088. La locución pasó a muchas lenguas modernas con el significado de academia en el sentido de comunidad científica.
En relación, ha de añadirse que la palabra matriculación, por ejemplo, se deriva también de mater, pero mediante matricŭla, el diminutivo de matrix (matriz). De ahí se sugiere que la institución universitaria alimenta de conocimientos y cuida de sus alumnos.
También se usa para describir a una persona que es la fuerza impulsora de una institución o iniciativa. Este uso es impropio y se deriva de interpretar «alma» como el sustantivo equivalente a «espíritu vivificador» (del latín anima), y no como el adjetivo latino (almus, -a, -um) que significa «nutricio» (del verbo alere, alimentar).